# عشق و گلوله‌ها (فیلم ۱۹۱۴)
عشق و گلوله‌ها (انگلیسی: Love and Bullets) فیلمی کوتاه به کارگردانی راسکو آرباکل محصول سال ۱۹۱۴ کشور ایالات متحده آمریکا است.

## بازیگران
- فیلیس آلن
- راسکو آرباکل
- چارلی چیس
- چارلز ماری
- مک سوین